# Universidad Politécnica de Sinaloa
La Universidad Politécnica de Sinaloa es una institución pública de educación superior con sede en la ciudad de Mazatlán, Sinaloa y pertenece a la Dirección General de Universidades Tecnológicas y Politécnicas.

## Historia
La Universidad Politécnica de Sinaloa surge con el objetivo de diversificar la oferta educativa en la región, atendiendo a la preocupación del gobierno federal y estatal. Otra de las razones de su surgimiento es en respuesta al Programa Nacional de Educación 2000-2006 que nace con el objetivo de impulsar el desarrollo de un sistema de educación superior que responda a las demandas sociales y económicas del país.
El 30 de agosto de 2004 se crea la UPSIN como un organismo público descentralizado del Estado de Sinaloa.

## Rectores
1. Dr. Antonio González González (Periodo: de agosto 2004 a septiembre de 2006)
2. Dr. César Abelino Ordorica Falomir † (Periodo: de septiembre 2006 a abril de 2010)
3. M.C. José Isidro Osuna López (Periodo: de abril 2010 a enero de 2011)
4. Dr. Leonardo Germán Gandarilla (Periodo: de enero 2011 a marzo de 2016)
5. M.C. José Isidro Osuna López (Periodo: de marzo 2016 a enero de 2017)
6. Dra. Alma Hortencia Olmeda Aguirre (Periodo: de enero 2017 a agosto de 2018)
7. Dr. Alfredo Román Messina † (Periodo: de agosto 2018 a diciembre de 2021)
8. M.C. Jorge Luis Guevara Reynaga (Periodo: Diciembre 2021)
9. M.C. Héctor Daniel Brito Rojas (Periodo: de enero de 2022 a septiembre de 2023)
10. MANC. Elva Patricia Saracho Martínez (Periodo: de septiembre 2023 a la fecha)

## Modelo educativo
La UPSIN se crea con el apoyo de la Coordinación de las Universidades Politécnicas y se implanta el mismo modelo educativo que rige a todas las universidades politécnicas del país. Este modelo educativo se enfoca en la formación profesional basada en competencia y en el aprendizaje significativo del alumno.
La educación basada en competencias se diferencia de la educación tradicional al fomentar el uso de diversos técnicas y estrategias de aprendizaje y en la evaluación de éstos. Para que la educación basada en competencias tenga un efecto significativo, las técnicas y estrategias utilizadas deben estar encaminadas a retro alimentar y establecer niveles de alcance. Dichos niveles de alcance permiten definir claramente las capacidades que se esperan que el alumno desarrolle.
La UPSIN, a la par de las Universidades Politécnicas, establecen las siguientes características del modelo educativo.
1. Programas educativos pertinentes.
2. Diseño curricular basado en competencias.
3. Proceso de enseñanza-aprendizaje significativo.
4. Diversidad de estrategias de enseñanza y de aprendizaje.
5. Materiales didácticos orientadores de alumnos y profesores.
6. Mecanismos efectivos de evaluación de los aprendizajes.
7. Profesores competentes en generar y aplicar el conocimiento, y en facilitar el aprendizaje de los alumnos.
8. Sistemas de asesoría y tutoría.
9. Gestión institucional para la mejora continúa.

## Oferta educativa
- Ingeniería en Tecnologías de la Información.
- Ingeniería en Tecnología Ambiental.
- Ingeniería en Biomédica.
- Ingeniería en Biotecnología.
- Ingeniería Mecatrónica.
- Ingeniería en Energía.
- Ingeniería en Logística y Transporte.
- Lic. en Terapia Física.
- Ing. en Animación y Efectos Visuales.
- Ing. en Nanotecnología.
- Lic. en Administración y Gestión Empresarial.
- Maestría en Enseñanza de las Ciencias.
- Maestría en Ciencias Aplicadas.